# Стара Брянь
Стара Брянь (рос. Старая Брянь) — село Заіграєвського району, Бурятії Росії. Входить до складу Сільського поселення Старо-Брянське.
Населення — 665 осіб (2015 рік).